# Herrenhaus Kittendorf

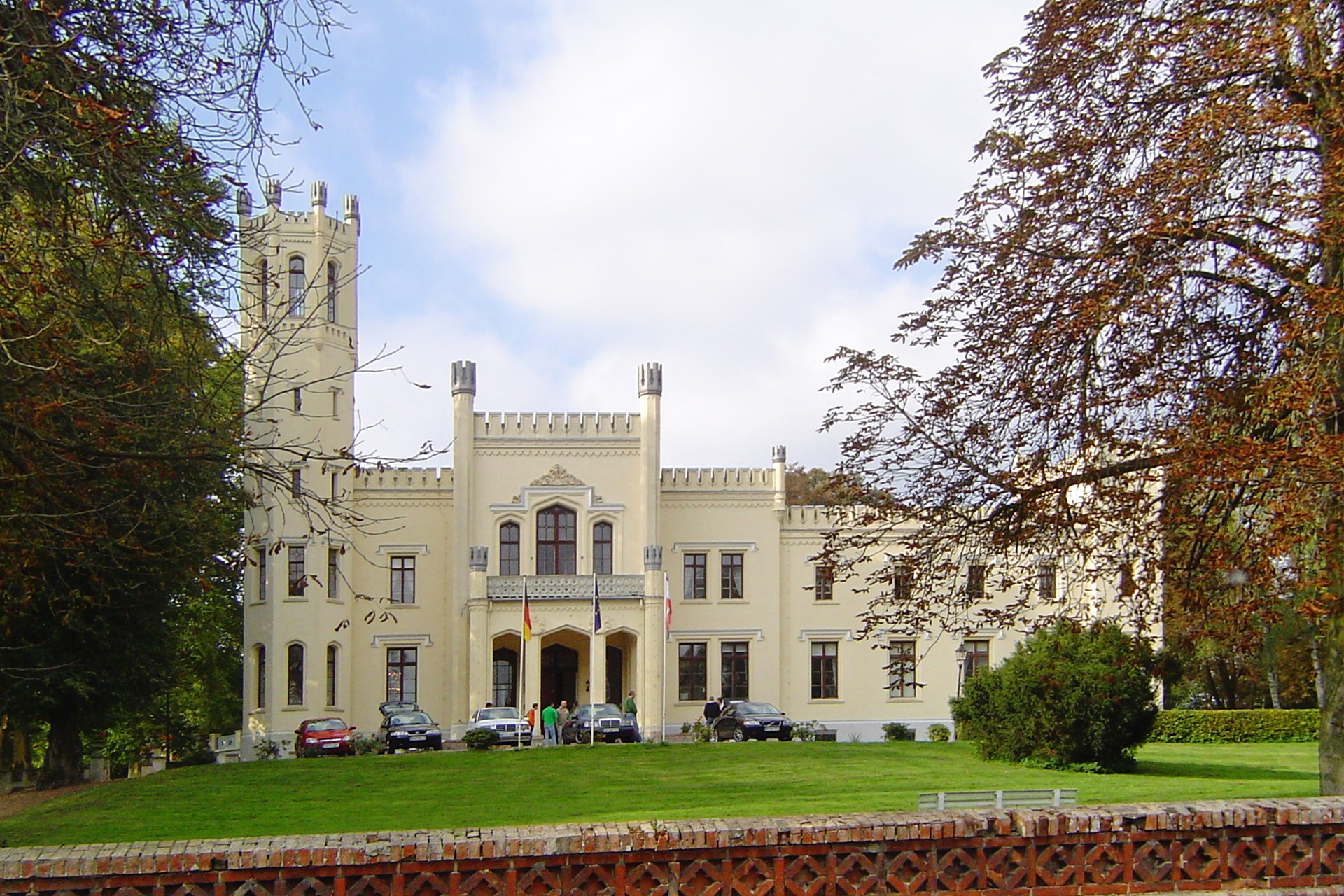
Schloss Kittendorf

Das Herrenhaus Schloss Kittendorf befindet sich in Kittendorf im Landkreis Mecklenburgische Seenplatte in Mecklenburg-Vorpommern. Erbaut wurde es von 1848 bis 1853 im Auftrag Hans Friedrichs von Oertzen, eines Kammerherrn des Großherzogs von Mecklenburg, nach einem Entwurf des Berliner Architekten Friedrich Hitzig.

## Baubeschreibung

### Vorgängerbauten und Nebenanlagen
Nach 1751 wurde ein erstes Herrenhaus auf den Grundmauern eines Vorgängerbaus aus dem 16. Jahrhundert errichtet. Das zweigeschossige Fachwerkgebäude verfügte über ein hohes Walmdach und rückwärtige Flügel. Es blieb nach dem Neubau des heutigen Gebäudes westlich des alten Guts stehen und wurde 1999 abgerissen. Bis ins 19. Jahrhundert wuchs die Zahl der Wirtschaftsgebäude auf rund ein Dutzend an. Durch mehrere Abrisse in den 1960er Jahren, 1992 und 1999 verschwanden diese Gebäude vollständig. Als Vorwerke waren dem Gut die Meiereien Mittelhof und Oevelgünde zugeordnet. Erhalten geblieben ist das Schwedenhaus, südöstlich des Schlosses, das 1865 erbaut wurde und als Wohnhaus einer schwedischen Gesellschaftsdame diente. Es wurde im neugotischen Stil mit vier Giebeln, einem steilen Satteldach und hervorgehobenem Schornstein errichtet.

### Architektur

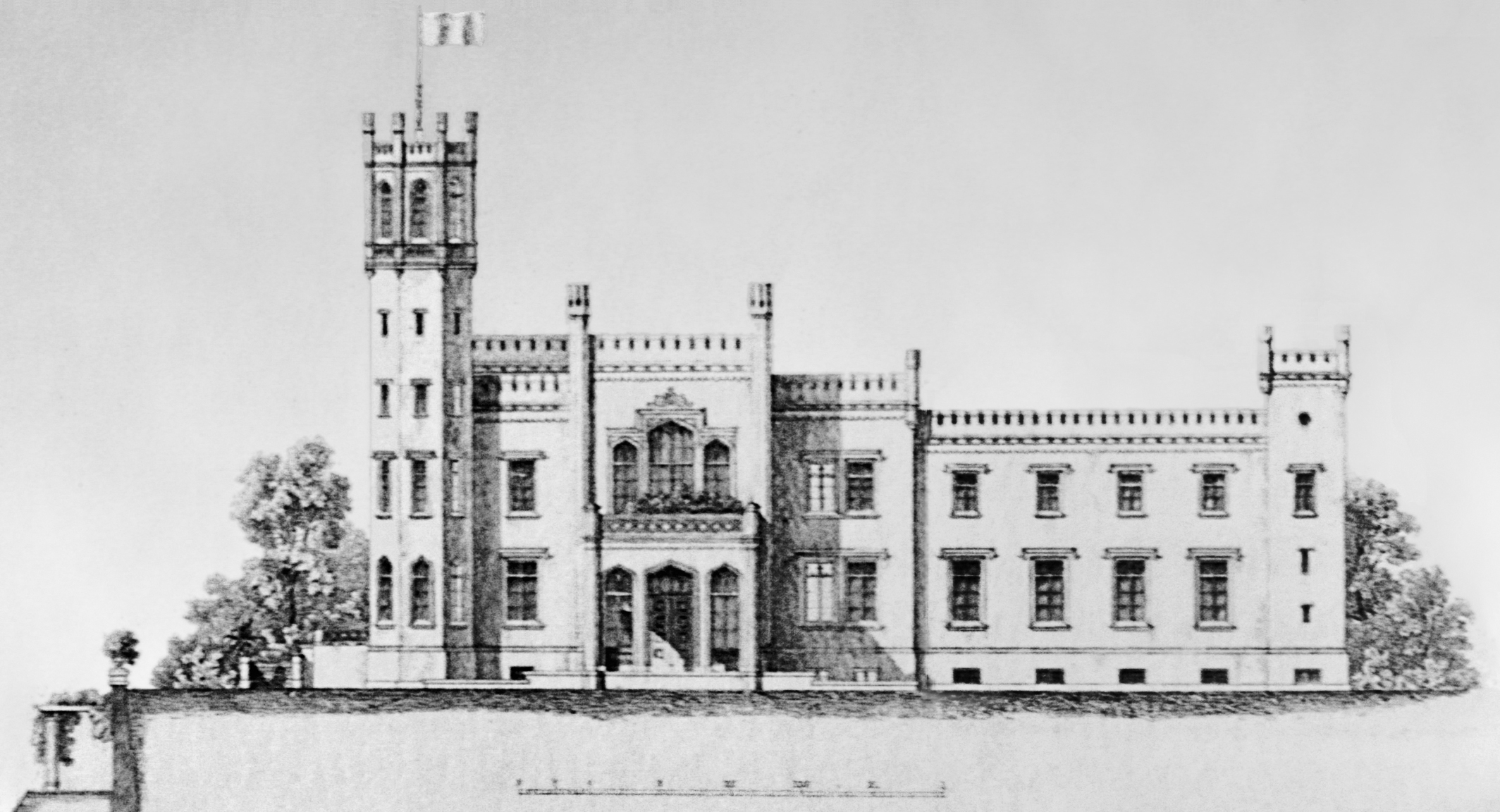
Zeichnung der Eingangsseite, um 1850

Hitzigs Vorbild für den Bau war das wenige Jahre früher für den Prinzen von Preußen im Tudorstil fertiggestellte Schloss Babelsberg in Potsdam. Mit seinen Türmen, Erkern, Zinnen und Balkonen reiht sich Kittendorf zeitlich und architektonisch in die Reihe der benachbarten Herrenhäuser, beispielsweise das Herrenhaus Bredenfelde (ebenfalls von Hitzig entworfen) ein. Schon 1847 hatte der Schweizer Architekt Auguste de Meuron im benachbarten Varchentin ein Schloss im Tudorstil errichtet.
Der zweigeschossige, rechteckige Haupttrakt des Putzbaus erstreckt sich in Südwest-Nordost-Richtung, ein schmaler Flügel weist nach Südwesten. Die flachen Pultdächer auf allen Trakten treten hinter der zinnenbekrönten Attika stark zurück. Unterhalb der Attika ziert ein Dachgesims mit Kleeblattfries die Fassade. An der Ostecke des Gebäudes dominiert ein fünfgeschossiger, mehreckiger Turm das Gebäudeensemble. Das Hauptportal mit vorgelagertem Altan befindet sich an der Nordostfront des Haupthauses vor einem mächtigen Risalit. Die Fassade des nordwestlich anschließenden, zweigeschossigen Gebäudeteils wird von einem kleineren Risalit mit zwei Fensterachsen, einem niedrigeren, vierachsigen Mittelbau und einem turmähnlichen einachsigen Risalit als Gebäudeabschluss geprägt. Die Fenster über dem Portal sind mit Tudorbögen gestaltet, die übrigen der Nordostfront als Rechteckfenster mit drüber liegenden Gesimsen.

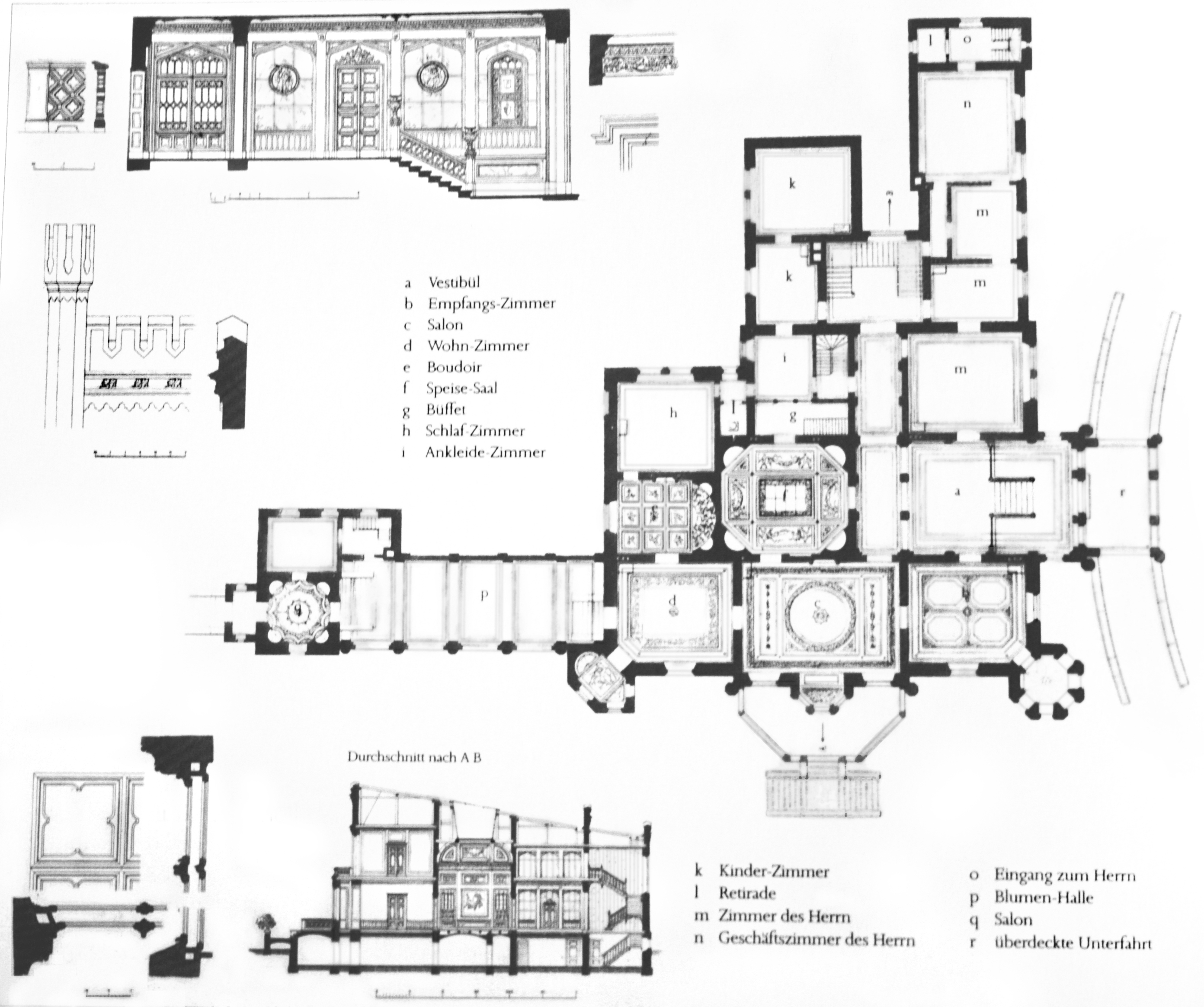
Grundriss, um 1850

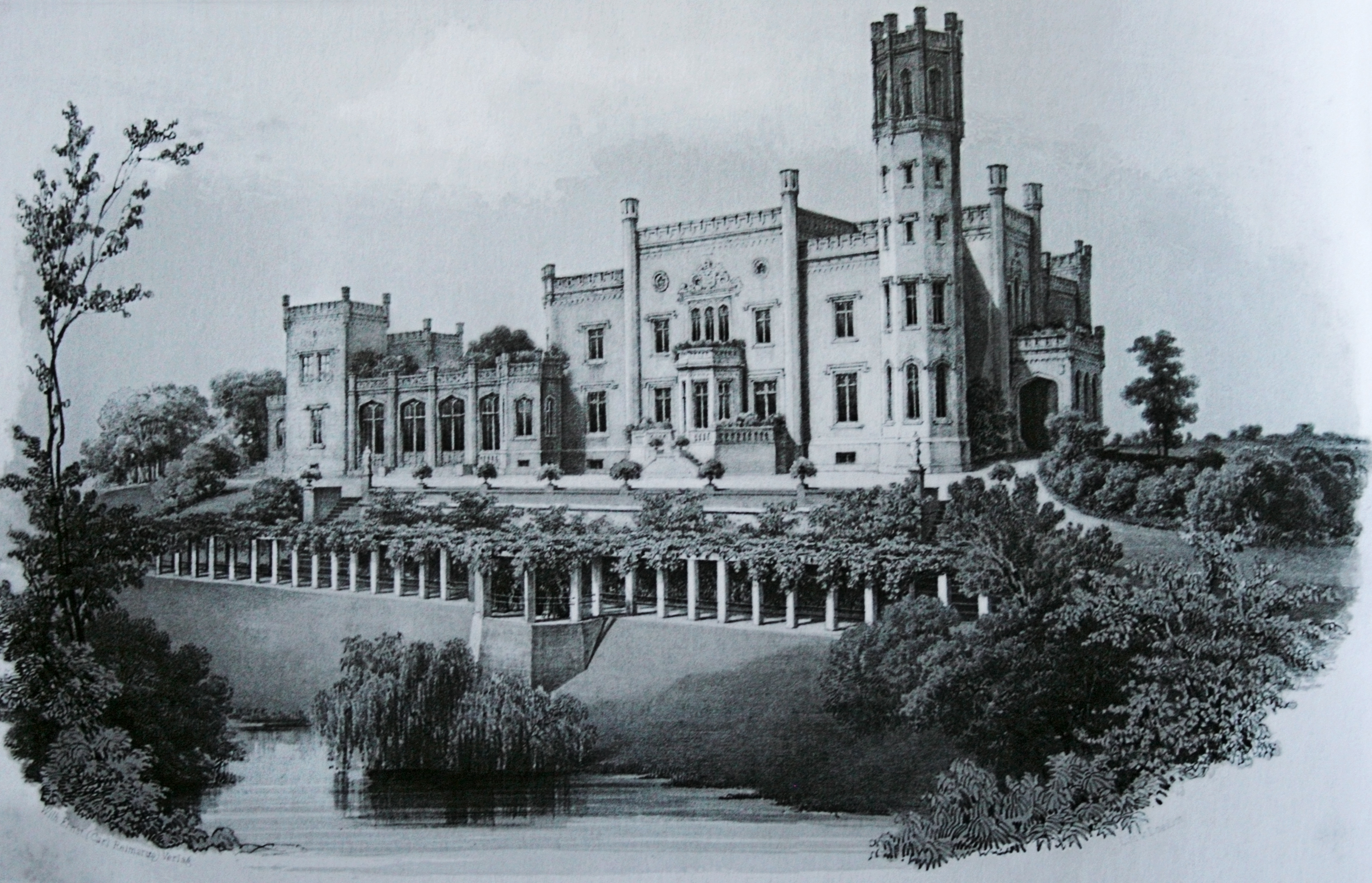
Lithografie der Südostansicht, um 1855

Die Südostfassade zum Park wird von der großen Terrasse eingenommen, die sich über die gesamte Front erstreckt. Die ursprünglich ebenfalls diesem gesamten Flügel vorgelagerte Pergola wurde 1930 entfernt. Die Terrasse wird vom Hauptflügel der Anlage aus durch eine kleinere, höher gelegene Terrasse mit Balkongitter und zweiläufiger Treppe erschlossen. Der Gebäudeteil mit dem Terrasseneingang ist wiederum durch einen Risalit hervorgehoben und überragt mit seiner Attika auch die übrigen Teile der Südostfassade. Weiter nach Südwesten ist der schmale Flügel zunächst eingeschossig als Wintergarten ausgeführt und trägt eine Dachterrasse, ein turmartiger zweigeschossiger Gebäudeteil schließt das Ganze ab. Tudorbögen finden sich im ersten Stock über der Terrasse (dort als schmale Dreifenstergruppe) und am Gewächshaus, ansonsten Rechteckfenster mit Gesimsschmuck wie an der Portalfassade. Die rückwärtigen Fassaden weisen keinen Bauschmuck auf.

### Innenausstattung
Das Gebäudeinnere beherbergte ursprünglich im Südostteil der Anlage, auf den Park ausgerichtet, und im Zentrum des Hauptflügels vor allem repräsentative Räume. Erwähnenswert sind hier der Gartensaal sowie der Speisesaal, der als einziger Raum zweigeschossig ausgeführt ist und über ein Oberlicht verfügt. Die Wohnräume waren im nordwestlichen Gebäudeteil untergebracht. Seit der Umnutzung als Hotel sind die ehemaligen Wohnräume der Familie neu aufgeteilt worden, um dort Gästezimmer für den Hotelbetrieb zu schaffen. Insgesamt entstanden so 25 Zimmer und Suiten, jeweils mit individuellem Grundriss.
Inneneinrichtung und Bauschmuck sind weitgehend erhalten geblieben. Stuckarbeiten aus der Werkstatt von Friedrich Wilhelm Dankberg prägen Schloss Kittendorf im Inneren. So herrschen im Vestibül landwirtschaftliche Motive vor, den Festsaal schmücken figürliche Darstellungen, der Gartensaal ist mit Fruchtmotiven und der Südostturm mit einem neogotischen Sternmotiv ausgestaltet. Der Intarsienfußboden des Festsaals, ein Buntglasfenster mit Jagdmotiven im Haupttreppenhaus, die erhaltenen Bücherschränke der Bibliothek und ein Kamin aus grünem Marmor, ebenfalls in der Bibliothek, sind weitere historische Details.

### Park

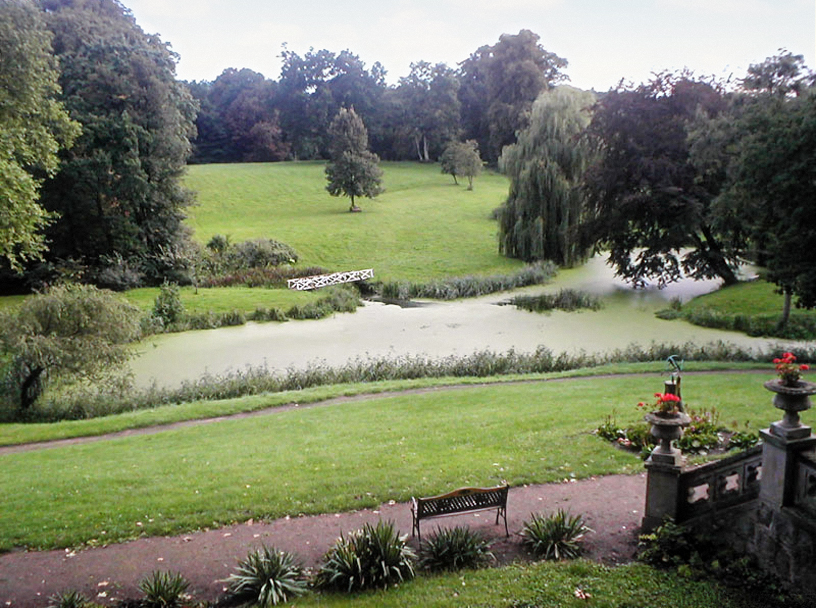
Blick vom Schloss in den Landschaftspark

Der vermutlich vom Landschaftsarchitekten Peter Joseph Lenné zur Zeit der Errichtung des Herrenhauses entworfene englische Landschaftspark des Schlosses Kittendorf zählte seinerzeit mit seinen 110 Hektar zu den größten Anlagen Mecklenburgs. Ihm ging vermutlich schon ab 1750 ein barocker Garten voraus. Die Parkfläche wurde im Laufe der Zeit auf inzwischen 20 Hektar verkleinert.
Bestandteile der Gartenanlage sind die vierreihige Lindenallee, die von Nordwesten auf das Schloss zuführt sowie die durch die Grünanlage fließende Peene. Dieses Flüsschen ließ Lenné zu einem Teich mit zwei Inseln anstauen und den Flusslauf dann in Romantikart durch den Park verlaufen.

## Geschichte

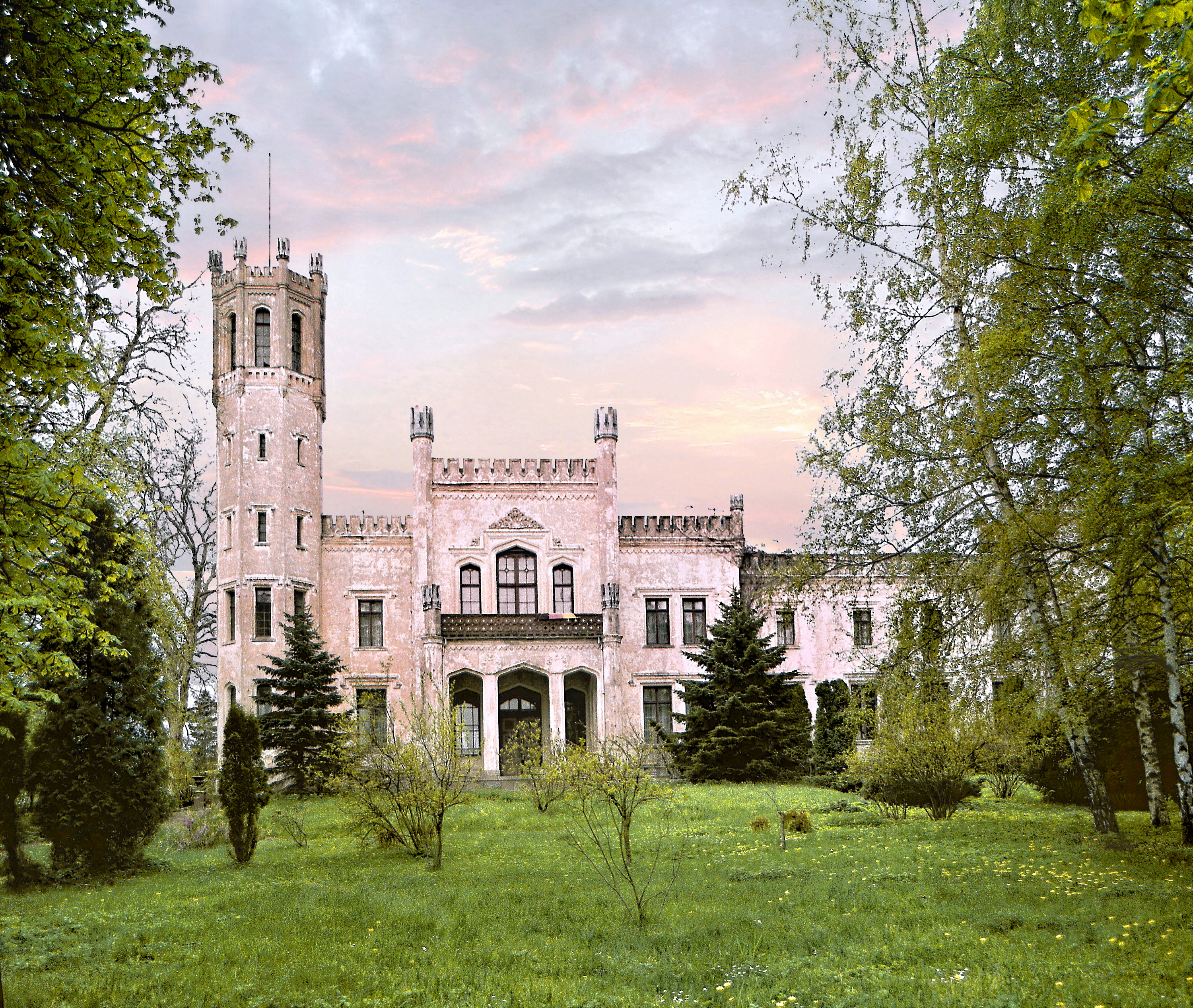
Schloss Kittendorf
(Zustand 1987)

Ein Landgut gab es in Kittendorf spätestens am Anfang des 16. Jahrhunderts. Die von Oertzen erwarben den Besitz in der Mitte des 18. Jahrhunderts unter Georg Ludwig von Oertzen (1716–1786) und verlegten kurz darauf ihren Hauptsitz von Lübbersdorf dorthin. 1766 ließ das Adelsgeschlecht auf dem Gelände des alten Gutshofs neue Wohn- und Wirtschaftsgebäude errichten. Gustav Dietrich von Oertzen (1772–1838) sorgte 1836 für die Erneuerung des südlich gelegenen Parks, vermutlich bereits im Stil eines Landschaftsparks.
Gustav Dietrichs Sohn Hans Friedrich von Oertzen (1816–1902) war Zögling auf der Ritterakademie Brandenburg, dann Offizier im Eliteregiment des Gardes du Corps und wohnte von 1841 bis zu seinem Tod ständig in Kittendorf. Er war ein wichtiger Politiker im damaligen Herzogtum Mecklenburg-Schwerin und deshalb der Mecklenburger Herzog ein oft gesehener Gast im Schloss. Dort wuchsen der spätere hohe Kolonialbeamte Gustav von Oertzen und Paula von Oertzen, die spätere Ehefrau des britischen Biologen George Henry Falkiner Nuttall, auf. Um 1850 wurden das fast 1600 Hektar umfassende Gut und das Schloss in ein Familienfideikommiss aus Kittendorf, Mittelhof und Oevelgünde eingebracht. 1875 erfolgten Erweiterungsbauten der Anlage: im Nordwestbereich wurde ein weiterer Wohnflügel mit drei Räumen pro Stockwerk angefügt. 
Im Zeitraum um die große Wirtschaftskrise 1929/1930 umfasste das Rittergut Kittendorf mit dem Status eines Lehngutes und den Vorwerken Mittelhof und Oevelgünne gesamt 1577 Hektar, davon 290 Hektar Wald. Betrieblicher Schwerpunkt lag aber auf der Schafswirtschaft mit 1130 Tieren. Verwalter der Einheit war Oberinspektor H. Rippe.

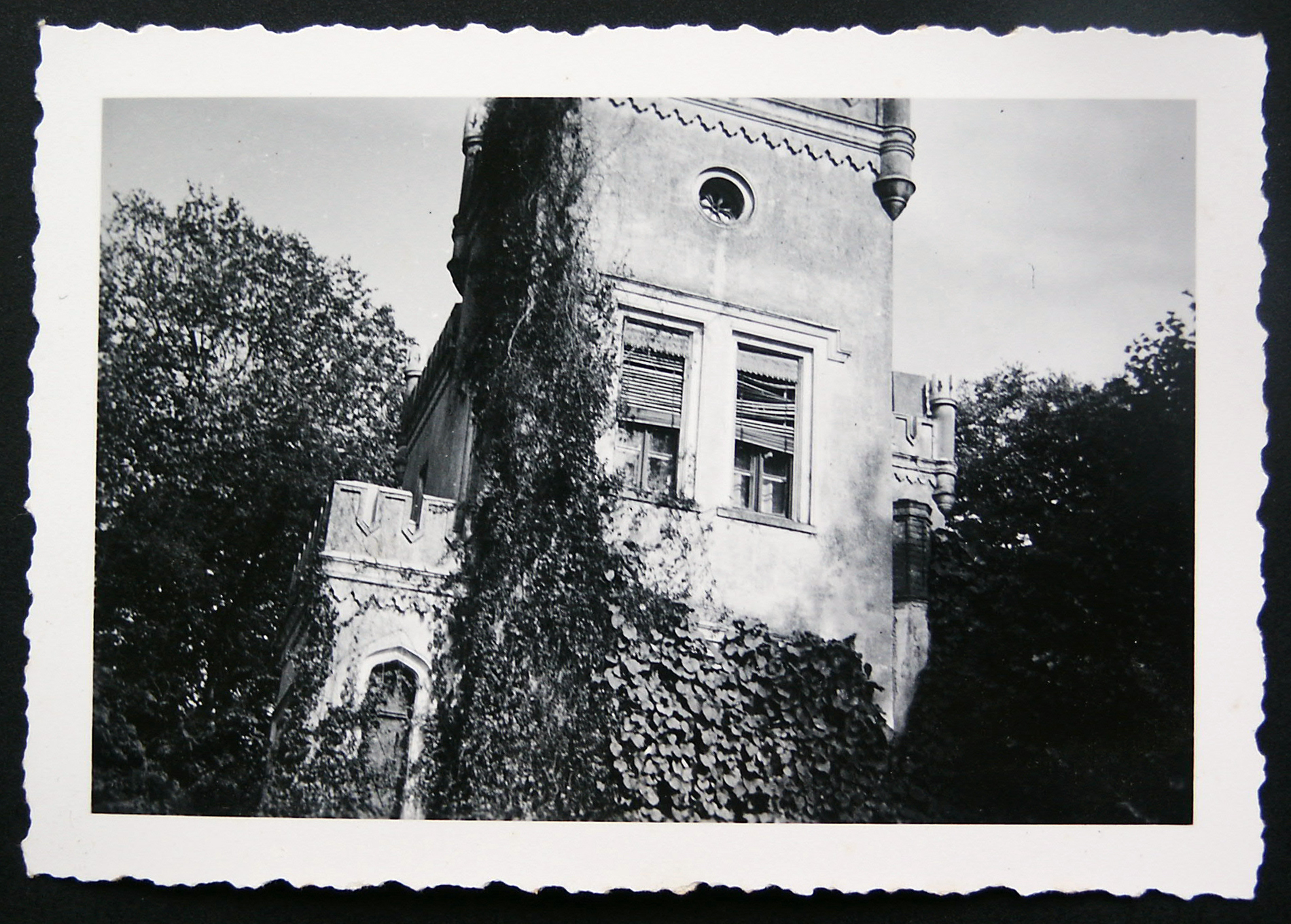
Schloss Kittendorf während des 2. Weltkrieges.

Fritz von Oertzen (1898–1965) ließ 1930 die Pergola an der Südterrasse des Schlosses und zwei Treppenaufgänge entfernen. Im Zweiten Weltkrieg mussten die Kupferbleche des Daches für die Kriegsproduktion abgeliefert werden, die Gebäude erhielten Teerpappedächer. Aufgrund der Bodenreform 1945 wurde die Familie von Oertzen enteignet. Zu DDR-Zeiten beherbergte das Schloss Kittendorf das Internat einer landwirtschaftlichen Berufsfachschule. Zum Erhalt des Ensembles stand kein Geld zur Verfügung, so dass das Schloss immer mehr verfiel. Das Internat wurde 1988 geschlossen. Schloss Kittendorf ging in den Besitz des Bezirks Neubrandenburg über, der den Umbau zu einem Schulungszentrum mit dem Ehrennamen Wilhelm Pieck plante. Dazu erstellte die Denkmalbehörde 1988 die entsprechende Zielsetzung unter Einbeziehung des Parks. Im gleichen Jahr begannen erste Arbeiten, die jedoch kurz nach der Wende eingestellt wurden.

## Sanierung

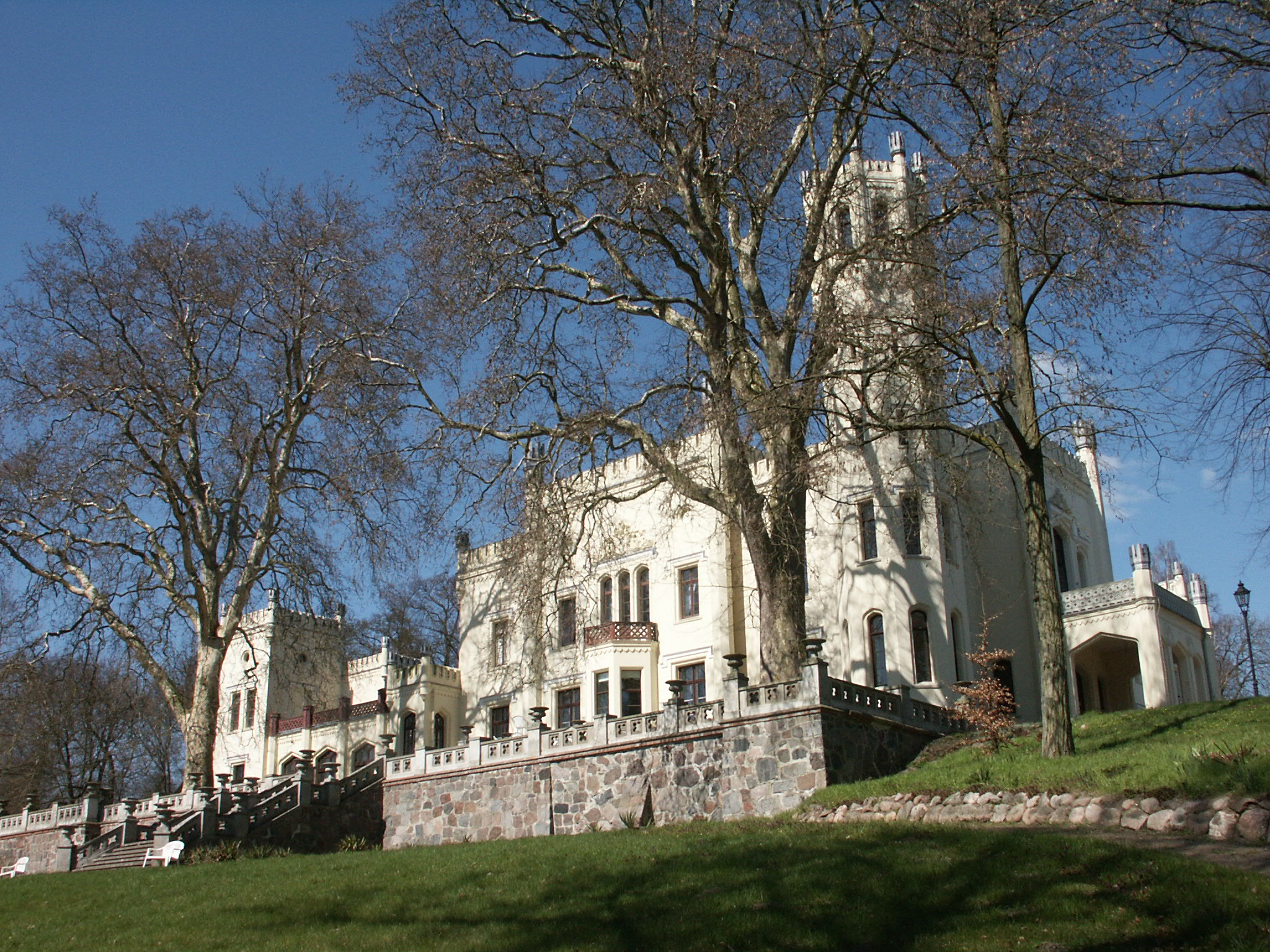

Der Berliner Unternehmer Johann Trettler erwarb Schloss Kittendorf 1992 und ließ es nach Originalunterlagen des Denkmalschutzes sanieren. Da die gesamte Inneneinrichtung nicht mehr vorhanden war, sammelte Trettler in ganz Europa Exponate aus dem Zeitraum des Baus. Damit ist das Schloss auch ein kleines Museum mit einer großen Kronleuchter-Sammlung und einer historischen Bibliothek. Im Jahr 1995 eröffnete Trettler die modernisierte und total sanierte Anlage als Schloss-Hotel Kittendorf. Weil Johann Trettler 2004 gestorben war, übernahm sein Sohn mit 25 Jahren die Leitung und galt damit als einer der jüngsten Schlossherren in Europa.
Nach knapp 10 Jahren gründete sich am 1. November 2011 die Schloss Kittendorf GmbH & Co. KG unter Führung der Unternehmer Tom Buckenberger, Ralph Schlemminger und Norbert Ramm und erwarb das Anwesen. Es wurde nun noch einmal aufwändig renoviert. Am 16. Mai 2018 hat der Berliner Unternehmer Stefan Heidemann das Anwesen von der Schloss Kittendorf GmbH & Co. KG übernommen.
Neben dem Hotelbetrieb ist das Schloss vom zuständigen Standesamt auch für Trauungen zugelassen. Als Trauzimmer dient die Bibliothek.

## In der Umgebung
Nordwärts befindet sich der Ivenacker Tiergarten (20 Kilometer entfernt), näher am Schloss-Hotel stehen die berühmten Ivenacker Eichen, deren älteste 1000 Jahre alt ist und eine Höhe von 35 Metern erreicht hat. Unmittelbar neben dem Schloss befindet sich die sehenswerte Dorfkirche Kittendorf aus der zweiten Hälfte des 13. Jahrhunderts. In Richtung Südwesten ist das Städtchen Waren/Müritz erreichbar.